# Longotea
Longotea es una localidad peruana capital del Distrito de Longotea en la Provincia de Bolívar de la Región La Libertad. Se ubica aproximadamente a unos 440 kilómetros al noreste de la ciudad de Trujillo.  